# 4 Armia (Imperium Rosyjskie)
4 Armia (ros. 4-я армия) – związek operacyjny Armii Imperium Rosyjskiego w okresie I wojny światowej.
Dowództwo i sztab polowy 4 Armii utworzono  2 sierpnia 1914 roku na bazie Kazańskiego Okręgu Wojskowego.  Rozformowana w początku 1918.  W okresie I wojny światowej była w składzie Frontu Południowo-Zachodniego od sierpnia 1914 do czerwca 1915, w składzie Frontu Północno-Zachodniego od czerwca do sierpnia 1915, w składzie Frontu Zachodniego od sierpnia 1915 do października 1916, w składzie Frontu Rumuńskiego od grudnia 1916 do początku 1918.

## Skład
- Korpus Grenadierów Imperium Rosyjskiego od 2.08.1914 – 3.04.1916, 14.04 – 1.06.1916;
- 3 Korpus Armijny Imperium Rosyjskiego od 1 – 20.06.1915;
- 7 Korpus Armijny Imperium Rosyjskiego od 22.12.1916 – 16.07.1917;
- 8 Korpus Armijny Imperium Rosyjskiego od 22.12.1916 – grudzień 1917;
- 9 Korpus Armijny Imperium Rosyjskiego od 3.03 – 2.04.1916;
- 10 Korpus Armijny Imperium Rosyjskiego od 20.06 – 17.07.1916;
- 14 Korpus Armijny Imperium Rosyjskiego od 2.08.1914, 15.12.1914 – 4.05.1915;
- 15 Korpus Armijny Imperium Rosyjskiego od 21.07.1915 – grudzień 1916;
- 16 Korpus Armijny Imperium Rosyjskiego od 2.08.1914 – 12.08.1915; 20.08 – 5.10.1915;
- 17 Korpus Armijny Imperium Rosyjskiego od 10.10 – 15.11.1914;
- 20 Korpus Armijny Imperium Rosyjskiego od 14.04 – 1.06.1916;
- 24 Korpus Armijny Imperium Rosyjskiego od 13.02 – 3.04.1916, 10.08 – grudzień 1917;
- 25 Korpus Armijny Imperium Rosyjskiego od 17.02 – 3.04.1915, 20.06 – 17.07.1916
- 30 Korpus Armijny Imperium Rosyjskiego od 12.12.1916  – grudzień 1917;
- 31 Korpus Armijny Imperium Rosyjskiego od 28.02.1916 – grudzień 1917;
- 34 Korpus Armijny Imperium Rosyjskiego od 1.07 – 1.08.1916;
- 35 Korpus Armijny Imperium Rosyjskiego od 18.10.1915 – 1.05.1916, 21.05 –1.11.1916;
- 36 Korpus Armijny Imperium Rosyjskiego od 23.09 –  grudzień 1917;
- 44 Korpus Armijny Imperium Rosyjskiego od 1.02 –  1.03.1917;
- 5 Syberyjski Korpus Armijny Imperium Rosyjskiego od 18.09.1915 – 1.02.1916;
- 6 Syberyjski Korpus Armijny Imperium Rosyjskiego od 21.06 – 1.09.1915;
- 1 Turkiestanski Korpus Armijny Imperium Rosyjskiego od 18.09.1915 – 3.04.1916;
- 3 Korpus Kawalerii Imperium Rosyjskiego od 10.10.1914 – 7.01.1915, 1.02 – 16.07.1917;
- 4 Korpus Kawalerii Imperium Rosyjskiego od 8.06.1915;

## Dowódcy 4 Armii
| Stopień          | Nazwisko                   | Okres                    |
| ---------------- | -------------------------- | ------------------------ |
| Generał piechoty | Anton Jegorowicz von Zalca | 19.07.1914 - 22.08.1914; |
| Generał piechoty | Aleksiej Ewert             | 22.08.1914 - 20.08.1915; |
| Generał piechoty | Ołeksandr Rohoza           | 30.08.1915 - 21.11.1917; |